# Euphorbia retusa
Euphorbia retusa är en törelväxtart som beskrevs av Peter Forsskål. Euphorbia retusa ingår i släktet törlar, och familjen törelväxter. Inga underarter finns listade i Catalogue of Life.